# Patriotiko Metopo (Zypern)
Patriotiko Metopo (griechisch Πατριωτικό Μέτωπο ‚Patriotische Front‘) war eine politische Partei in Zypern unter der Führung von Glafkos Klerides.

## Geschichte
Die Partei wurde 1959 als Nachfolger der Eniaiou Dimokratikou Metopou Anadimiourgias (EDMA) gegründet und bestand aus einer losen Koalition von Unterstützern von Makarios III., darunter die Bezirksführer der EOKA.
Die Front gewann die Parlamentswahl in der Republik Zypern 1960 und sicherte sich 30 der 35 Sitze, die für die Zyperngriechen reserviert waren. Die Partei wurde jedoch Ende der 1960er Jahre aufgelöst und spaltete sich in mehrere Fraktionen, darunter Eniaion, die Proodeftiki Parataxis, die Proodeftikon Komma und die Dimokratiko Ethniko Komma.

## Ideologie
Die Partei war zunächst eine persönliche Partei für Makarios III., entwickelte sich später jedoch zu einer konservativen und nationalistischen Partei.